# Reneé Rapp
Reneé Jane Rapp (Huntersville, 10 gennaio 2000) è un'attrice e cantautrice statunitense. È nota principalmente per aver interpretato Regina George nel musical di Broadway Mean Girls e nel remake cinematografico del 2024, a cui ha contribuito anche alla colonna sonora, nonché per il ruolo di Leighton Murray nella commedia drammatica HBO Max The Sex Lives of College Girls.
Rapp ha rilasciato il suo primo EP Everything to Everyone nel 2022, che è stato seguito l'anno successivo dal suo primo album in studio Snow Angel. Il secondo album in studio della cantante, intitolato Bite Me, viene rilasciato il 1° agosto 2025.

## Biografia

### Primi anni
Reneé Rapp è nata e cresciuta nella città di Huntersville, Carolina del Nord, ma durante l'adolescenza si è trasferita per due anni nel sobborgo di Charlotte per studiare teatro presso la Northwest School of the Arts, dove ha anche giocato nella squadra di golf femminile. Corey Mitchell, il suo insegnante di teatro, ha dichiarato che Rapp «ha una distinzione speciale... C'è una differenza quando quella capacità vocale è abbinata a emozioni sincere che possono commuovere ed eccitare letteralmente un pubblico».
Nel 2018 inizia ad esibirsi in rappresentazioni teatrali di livello locale, ottenendo tuttavia una risonanza tale da vincere premi di rilievo nazionale come il Blumey Award per la miglior attrice e il Jimmy Award per la miglior performance di un'attrice, entrambi ottenuti per il ruolo di Sandra in una rappresentazione di Big Fish. Rapp ha in seguito partecipato alla decima edizione dei Jimmy Awards a New York, vincendo il premio per la miglior interpretazione di un'attrice, battendo altri quaranta concorrenti e ricevendo una borsa di studio di 10.000$ direttamente dall'attrice Laura Benanti, presentatrice della cerimonia, che ha dichiarato «non sarò mai così sicura di me come quella diciottenne».

### Carriera

#### Recitazione
Nel 2018, dopo aver vinto vari premi, Rapp è stata scritturata per interpretare in maniera stabile il ruolo di Wendla in una rappresentazione locale di Spring Awakening. Quello stesso anno, il 27 luglio, Rapp prende parte al Supergirl Pro Surf and Music Festival, il 23 settembre al quarto Broadway Back to School della Educational Theatre Foundation tenutosi al Feinstein's/54 Below, e a dicembre ottiene il ruolo di Monteen nel musical della Roundabout Theatre Company Parade. Il 12 gennaio 2019, Rapp si è esibita allo Star to Be 2019 del BroadwayCon, cantando "They Just Keep Moving the Line" dalla serie drammatica musicale NBC Smash. Il 4 marzo 2019 si è esibita di nuovo al Feinstein's/54 Below per il 54 Sings The High School Musical Trilogy, seguito dall'evento FOR THE GIRLS del 28 marzo.
Il 28 maggio 2019 Rapp viene scritturata per interpretare il ruolo di Regina George nel musical nominato ai Tony Award Mean Girls, tratto dall'omonimo film a sua volta basato sull'omonimo libro, presso l'August Wilson Theatre. Inizialmente avrebbe dovuto interpretare la parte per un periodo limitato dal 7 al 26 giugno, ha successivamente mantenuto il ruolo dal 10 settembre fino all'interruzione degli spettacoli di Broadway dovuta alla pandemia di COVID-19, evento in seguito al quale tale spettacolo non è stato più riproposto. Mentre il 3 giugno, Rapp si è esibita al The Green Room 42, cantando canzoni dello spettacolo dopo un'introduzione di Tina Fey.
Il 14 ottobre 2020 ottiene il ruolo di Leighton Murray, co-protagonista della commedia drammatica HBO Max di Mindy Kaling The Sex Lives of College Girls. Il 10 luglio 2023, dopo due stagioni, annuncia l'intenzione di abbandonare la serie per concentrarsi sulla sua carriera musicale, comparendo nella terza solo in veste di guest star.
Il 9 dicembre 2022, nonostante il mancato ritorno teatrale viene annunciato un remake di Mean Girls, in cui Rapp avrebbe ripreso il ruolo interpretato a Broadway. Il film è stato distribuito nelle sale il 12 gennaio 2024 e in streaming da Paramount+ il 5 marzo dello stesso anno. In un'intervista del 2023, Rapp ha tuttavia dichiarato di non essere interessata a ritornare a recitare dopo il film a causa dell'ansia procuratagli dall'ambiente recitativo e che lavorare a Broadway ha esacerbato il suo disturbo alimentare.

#### Musica

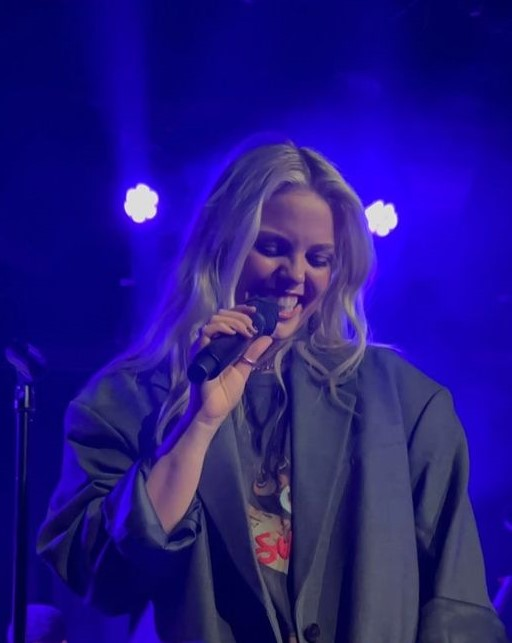
Reneé Rapp a New York per il tour di Everything to Everyone.

L'11 novembre 2022 Rapp firma un contratto discografico con Interscope Records e pubblica il suo EP d'esordio Everything to Everyone. Tre giorni dopo annuncia il suo primo tour "Everything to Everyone: The First Shows" con quattro date attraverso gli Stati Uniti nelle città di Los Angeles, Manhattan, Boston e Atlanta. A causa dell'elevata richiesta di biglietti, sono state aggiunte una nuova data a Brooklyn e delle repliche a Los Angeles, Manhattan e Atlanta. Il 12 gennaio 2023, Rapp ha annunciato l'esibizione internazionale del suo EP di debutto e il 19 gennaio si è esibita per tre volte in spettacoli tutto esaurito con sede all'O2 Forum Kentish Town. Nell'edizione degli MTV Video Music Awards 2023 ha ottenuto delle nomine nelle categorie "miglior nuovo artista" e "miglior artista push".
Il 9 giugno annuncia il primo album pubblicando il singolo Snow Angel, a cui fa seguito Talk Too Much il mese successivo. Il 19 agosto pubblica il suo primo album Snow Angel, lanciando in contemporanea anche il singolo Pretty Girls ed annuncia il suo primo tour da headliner "Snow Hard Feelings" assieme a Alexander 23 e Towa Bird. Il 17 novembre 2023 è stata pubblicata una versione deluxe di Snow Angel, contenente quattro nuove canzoni, tra cui un remix di Tummy Hurts con Coco Jones. Il video ufficiale del remix è stato pubblicato il 17 novembre 2023.
Alla fine dello stesso anno pubblica il singolo Not My Fault, in collaborazione con Megan Thee Stallion, estratto dalla colonna sonora del film Mean Girls, che, il 20 gennaio 2024, ha portato al programma comico e di varietà Saturday Night Live.
Il 21 maggio 2025 viene rilasciato il primo singolo estratto dal suo secondo album in studio, Leave Me Alone. In seguito, rilascia i singoli Mad e Why Is She Still Here?. Il 1° agosto 2025 viene reso disponibile l'album, Bite Me, contenente i tre singoli. L'album debutta alla prima posizione della Official Charts in Regno Unito, diventando il primo progetto della cantante a raggiungere tale risultato.
In seguito, viene annunciato il Bite Me Tour in giro per l'America e l'Europa.

## Vita privata
Rapp si è a lungo identificata come bisessuale, ma nel gennaio 2024 ha fatto coming out come lesbica tramite i suoi social media e durante la sua ospitata al Saturday Night Live. Le è stato diagnosticato un disturbo da deficit di attenzione e iperattività in giovane età, e ha sempre parlato apertamente delle sue lotte coi disturbi alimentari e della sua salute mentale.
Dal 2019 al 2021 ha avuto una relazione con l’attore e cantante Antonio Cipriano. In seguito, ha frequentato la TikToker Alissa Carrington fino alla fine del 2023. Nel marzo del 2024, Rapp e la musicista Towa Bird hanno ufficializzato la loro relazione durante il Vanity Fair Oscar Party.

## Stile e influenze musicali
Rapp afferma di essere ispirata dai "classici della musica Pop e R&B" citando Jazmine Sullivan e Yebba fra le sue principali fonti d'ispirazione.

## Filmografia

### Cinema
- Mean Girls, regia di Arturo Perez Jr e Samantha Jayne (2024)

### Televisione
- The Sex Lives of College Girls – serie TV, 22 episodi (2021-2024)
- Saturday Night Live - programma TV (2024)

## Teatro
- Big Fish (Teatri locali di Charlotte, 2018)
- Spring Awakening (Teatri locali di Charlotte, 2018)
- Parade (Roundabout Theatre Company, 2018)
- Mean Girls (August Wilson Theatre, 2019-2020)
- Sisgendered (Feinstein's/54 Below, 2021)

## Discografia

### Album
- 2023 – Snow Angel
- 2025 – Bite Me

### EP
- 2022 – Everything to Everyone

### Singoli
- 2022 – Tattoos
- 2022 – In The Kitchen
- 2022 – Don't Tell My Mom
- 2022 – Too Well
- 2023 – Snow Angel
- 2023 – Talk Too Much
- 2023 – Pretty Girls
- 2023 – Tummy Hurts (feat. Coco Jones)
- 2023 – Not My Fault (con Megan Thee Stallion)
- 2025 – Leave Me Alone
- 2025 - Mad
- 2025 - Why Is She Still Here?

## Tournée
- 2022 – Everything to Everyone: The First Shows[50]
- 2023/24 – Snow Hard Feelings Tour[51]
- 2025 – Bite Me Tour[52]